# Støvring
 Denne artikel omhandler Støvring i Region Nordjylland. Opslagsordet har også en anden betydning, se Støvring (Randers Kommune).
Støvring er en stationsby i Himmerland med 9.334 indbyggere  (2024), og er dermed den største by i Rebild Kommune indbyggermæssigt. Byen ligger få kilometer nord for Rold Skov og omkring 20 kilometer syd for Aalborg. Støvring Rådhus huser i dag dele af forvaltningen i Rebild Kommune, som hører til Region Nordjylland.
I byen lå Støvring Højskole, som tillige havde en frimenighedskirke tilknyttet sit område.
I Støvring ligger Kulturhuset Stubhuset, der præsenterer koncerter og kultur fra hele landet.
Støvring har mange børnehaver og dagplejer samt to folkeskoler, Bavnebakkeskolen og Karensmindeskolen, og et alment gymnasium, Støvring Gymnasium.
Støvring tæller et utal af foreninger, den største er dog fodboldklubben Støvring IF som pr. 2018 både tæller Jyllandsserie-hold på herre- og damesiden. Ungdomsafdelingen tæller flere hold i Jyllands bedste og næstbedste række, ikke nok med det, så er Støvring IF samtidig en af de mest leveringsdygtige nordjyske fodboldklubber til fodboldklubben AaB. Derudover rummer byen mange andre nævneværdige foreninger som Støvring Fitness Club, der er det ældste fitnesscenter i byen (stiftet i 1996), Rebild Bibliotekerne, der er en sammenslutning af bibliotekerne i Rebild Kommune, FDF Støvring og mange andre.

## Fra oldtiden
5 kilometer øst for byen findes landsbyen Volsted, som er en forteby med gårde anlagt i en stor åben kreds om forten, dvs. en åben plads. Dette fænomen findes ikke mange steder i Danmark.
Dertil har man ved udgravning nord for Grævlingen helt uventet fundet to store huse fra overgangen mellem bondestenalderen og bronzealderen, omkring 1700 f.Kr. +/- nogle århundreder. Placeringen gav tilgang til både agerjord og græsning for husdyrene, samt åen i den nuværende Støvring Ådal, oldtidens hovedvej på egnen, der også gav mulighed for fiskeri. 

## Historie
I 1682 bestod landsbyen af 12 gårde og 8 huse uden jord. Det samlede dyrkede areal udgjorde 437,1 tønder land skyldsat til 58,40 tønder hartkorn. Dyrkningsformen var græsmarksbrug med tægter.
I 1869 åbnede Støvring Station på den nye jernbanestrækning Randers–Aalborg. I 1875 blev byen beskrevet således: "Støvring med Skole, Vandmølle, Kro, 2 mindre Handelsetablissementer og Jernbanestation".
Omkring århundredeskiftet blev byen beskrevet således: "Støvring, ved Hovedlandevejen, med Skole, Friskole, Folkehøjskole (opr. 1886), Sparekasse for B.-Gravlev Past. (opr. 10/4 1872; 31/3 1898 var Sparernes Tilgodehav. 44,169 Kr., Rentef. 3 3/5 pCt., Reservef. 3434 Kr., Antal af Konti 393), Gæstgiveri, 2 Købmandsforretn., Hammerværk, Mølle, Planteskole, Maltgøreri, Bageri, Andelsmejeri (Elinelund), Jærnbane- og Telegrafstation samt Postekspedition".